# I Love New York

I Love New York

I Love New York(I ❤ NY, 아이 러브 뉴욕)은 뉴욕주의 관광 홍보를 위해 1977년 개발된 광고 캠페인과, 그것을 기반으로 한 슬로건과 로고, 노래를 말한다. 당시 메리 웰스 로렌스의 주도로 광고대행사 웰스, 리치, 그린에서 개발하였다. 이미 잘 나가던 뉴욕시가 아니고, 상대적으로 낙후되어 있던 나머지 뉴욕주를 홍보하기 위해 만들어진 브랜드였다.
“아이 러브 뉴욕”은 상표가 등록되어 뉴욕주청 경제개발부에서 상표권을 소유하고 있으며, 뉴욕주의 공식 슬로건이다.
I ❤ NY라는 로고는 1976년 밀턴 글레이저가 택시 뒷자석에서 종잇조각에 붉은 크레용으로 스케치한 것에서 유래하였다. 당시 스케치는 현재 뉴욕 맨해튼의 근대미술관에 소장되어 있다. 한편 이 슬로건을 소재로 삼은 주제가는 스티브 카멘이 작사하였으며 뉴욕주에 저작권을 기부하였다.

## 로고
로마 대문자 I로 시작해서 빨간색 하트 표시 (❤)가 붙고, 그 아래로는 다시 대문자 N과 Y가 나열된 로고이다. 서체는 슬랩 세리프의 일종인 아메리칸 타입라이터 (American Typewriter)를 사용하였다.
1977년 뉴욕주 상무부 (New York Department of Commerce)의 윌리엄 S. 도일 부위원장이 광고대행사 웰스 리치 그린 (Wells Rich Greene)에 뉴욕주의 마케팅 운동의 개발을 의뢰하였다. 또 실무를 맡을 그래픽 디자이너로 밀턴 글레이저를 고용해 웰스 리치 그린 사에서 내놓는 홍보운동에 기반한 브랜드를 디자인해줄 것을 부탁하였다. 웰스 리치 그린 사는 "I Love New York" (나는 뉴욕이 좋다)라는 슬로건을 개발하였고 글레이저는 택시를 타다가 이 슬로건을 드러내는 브랜드의 초안을 완성하였다. 당시 글레이저의 초안은 I와 하트, NY가 일렬로 붙어 있는 모습이었으나, 이후 생각을 바꿔 I와 하트를 NY 위에 두는 구성으로 바꾸었다. 훗날 글레이저는 구성을 바꾼 이유에 대해 로버트 인디애나의 유명 팝아트 작품인 《LOVE》에서 무의식적으로 영향을 받았을지 모르겠다고 증언하였다.
글레이저는 I love New York 캠페인이 불과 두어 달이면 끝날 것이라 생각해, 페이를 받지 않고 재능기부를 하였다. 그러나 로고 자체가 혁신적인 팝아트 양식으로 상당한 인지도와 성공을 거두었으며 그 인기는 수년 동안 이어졌다. 또 뉴욕주에서 본래 의도했던 바와는 달리 이 로고는 시민들의 마음 속에서 뉴욕시와 밀접한 연관성을 지니게 되었으며, 뉴욕 시내 곳곳에서 판매되는 평범한 흰색 티셔츠에 이 로고를 배치하는 것만으로도 널리 인식되는 상표로 부상하게 되었다. 이러한 명성에 힘입어 글레이저의 컨셉 스케치와 프레젠테이션 보고서는 뉴욕 근대미술관에 기증되어 영구소장품으로 남기에 이르렀다.
2001년 9·11 테러로 큰 상처를 입은 뉴욕시에게 I ❤ NY 로고는 시민들 마음 속에서 더욱 깊게 다가오는 브랜드로 변모하여 연대하는 계기를 제공하였다. 뉴욕을 찾은 수많은 관광객들이 뉴욕에게 힘을 내라는 의미에서 이 로고가 새겨진 티셔츠를 사입은 것은 물론이다. 이러한 움직임에 원작자 글레이저도 9.11 테러를 추모하는 의미에서 원래 로고를 살짝 바꾼 "I ❤ NY More Than Ever" (그 어느 때보다 나는 뉴욕이 좋다)는 로고를 제작하였는데,  하트 표시의 아래쪽 한켠에 검은 때를 묻혀, 맨해튼섬 하부의 테러를 당한 세계 무역 센터 부지를 암시하였다. 이 로고를 담은 포스터는 뉴욕 데일리 뉴스에 게재되어 널리 알려졌으며, 이번 테러로 피해를 입은 사람들을 지원하는 자선단체들을 위한 모금행사도 진행되었다. 포스터에는 로고 하단에 "너그럽게 삽시다. 뉴욕에겐 당신이 필요합니다. 본 포스터는 비매품입니다" (Be generous. Your city needs you. This poster is not for sale.)라는 메시지가 함께 적혔다.

## 뉴욕주의 공식 주가
이 슬로건을 바탕으로 한 "I Love New York"라는 노래가 1977년에 나왔으며 작사·작곡은 스티브 카멘이 맡았다. 1980년 휴 케어리 뉴욕 주지사는 이 노래를 뉴욕주의 공식 주가 (州歌)로 지정한다는 뜻을 밝혔으나 법적으로 유효한 것은 아니었다. 그러나 스티브 카멘이 본래 자신이 만든 곡의 저작권을 잘 지키던 것을 깨고 해당 곡의 저작권을 뉴욕주에 이관하면서, 현재는 뉴욕주의 소유로 되어 있는 상태다.
2020년 뉴욕시의 코로나19 대유행이 절정에 이르자 스티브 카멘은 '이 도시는 이겨낼 수 있다'는 뜻으로 새로운 가사를 작사하였다고 밝혔다. 그러나 이 때 작사된 가사가 따로 공개되거나 녹음되지는 않았다.

## 응용과 패러디

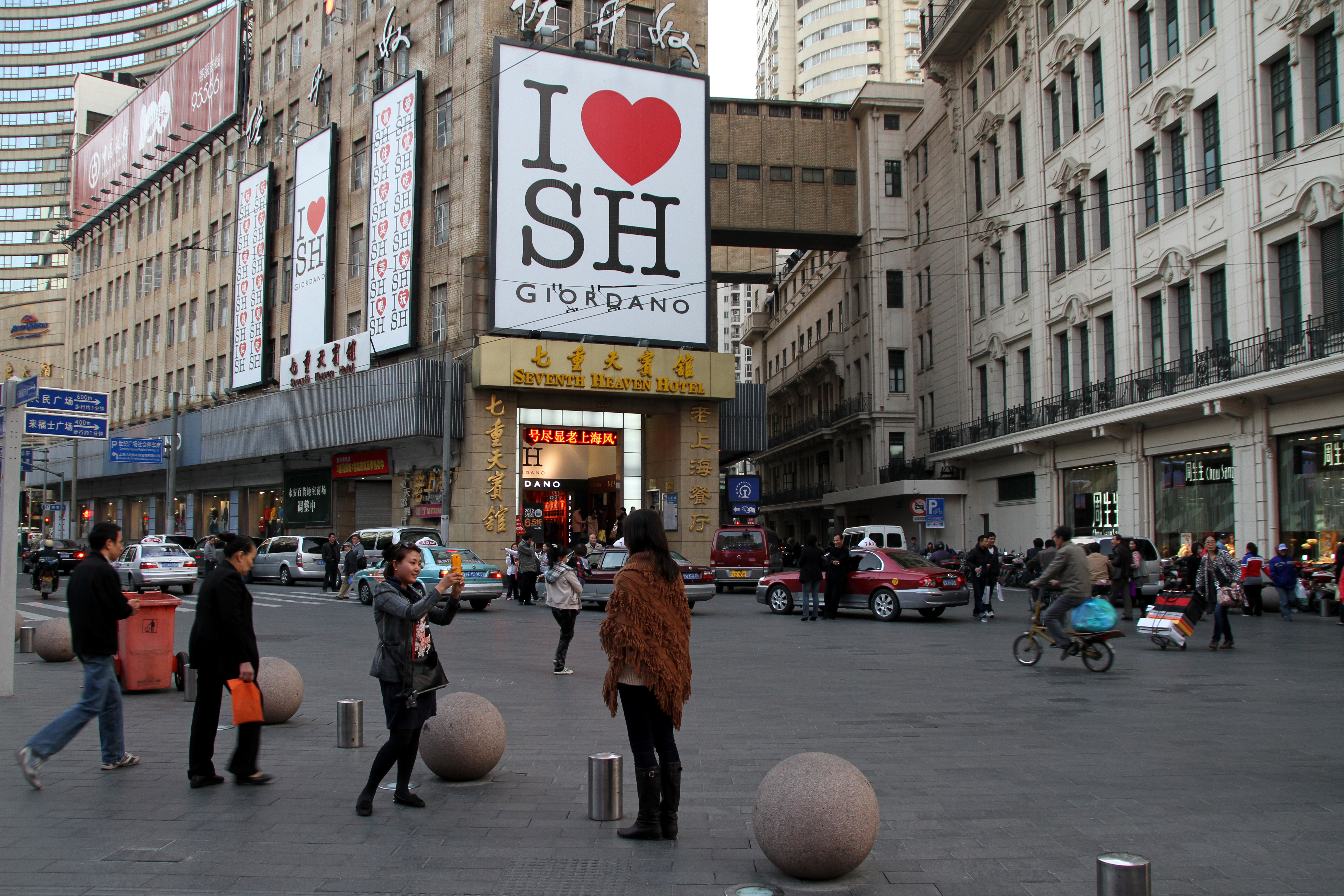
중화인민공화국 상하이에 내걸린
I ❤️ SH 로고

로고의 명성과 더불어 이것을 패러디, 벤치마킹하려는 시도가 현재까지도 이어져 오고 있으며, 뉴욕주 정부는 상표의 저작권을 계속해서 유지하기 위해 노력하고 있다. 2005년에는 뉴욕 주정부가 본 브랜드를 모방한 사례 약 3,000건에 대하여 표절 이의제기를 하는가 하면, 2012년에도 "상표 이의제기 및 사용중단 서한"만 100건을 제기하였다. 1980년에는 NBC에서 코미디 쇼 새터데이 나이트 라이브 (SNL)에서 "I Love Sodom" (나는 소돔이 좋다)로 패러디한 것을 뉴욕 주정부에서 저작권 침해로 기소했다가 법원에서 패러디에 불과하다고 기각한 사건도 있었다.

2022년 로고

2023년 3월 코로나19 사태가 마무리되고 도시 활성화를 꾀하는 캠페인의 일환으로 뉴욕시 파트너십 (Partnership for New York City)에서 "We ❤️ NYC" (우리는 뉴욕이 좋다)는 새 로고를 선보였다. 그레이엄 클리퍼드가 이끄는 디자인팀이 제작하였으며, 보다 모던한 모습으로 변주했다는 설명과 함께 도시 곳곳에 내걸렸다. 이 로고는 원래 로고의 'NY'를 'NYC'로, 주어 'I'를 'WE'로 바꾸었고, 글꼴도 산세리프로 바꾸었으며 하트에는 음영 효과를 더한 동시에 글자로부터 조금 더 멀리 떨어져 있는 모습이다. 미국 언론들은 슬로건과 디자인이 독창적이지 못하다며 혹평하였다.

## 같이 보기
- 뉴욕의 관광
- I Love L.A.